# محراب کاشی زرین فام قم- (درب بهشت)
درِ بهشت یکی از اشیای نمایش داده شده در موزه دوران اسلامی از مجموعه موزه ملی ایران است. این مجموعه اثر، یک محراب است که در تالار دوره ایلخانی این موزه نمایش داده شده است. این در به سال ۷۳۴ هجری قمری در امامزاده علی بن جعفر شهر قم ساخته شده است. این اثر با شماره موزه ۳۲۷۰ در این موزه ثبت شده است.
اهمیت این اثر مطابق بروشور منتشر شده توسط این موزه در اعتلای کاشی کاری در دوره تیموری و ایلخانی است.

بنا به نوشته همین منبع این محراب «اوج هنر کاشی کاری» در آن دوره است. کاشان، تخت سلیمان و گرگان از مراکز ساخت کاشی زرین فام و سفال لعابدار برشمرده شده اند. این اثر مشابه محراب مسجد میدان کاشان است.
در خصوص محل کشف اثر که امامزاده‌ای در شرق شهر قم است. که بنای اصلی آن به دستور عطا ملک میر محمد حسنی در نیمه نخست سده هشتم ساخته شده است. برحاشیه‌های محراب، آیات ۵۴ و ۵۵ سوره الاعراف و النصر نوشته شده است. با توجه به درج دو تاریخ روی آن، می‌توان حدس زد که این محراب در دو مرحله ساخته شده است.

## نگارخانه

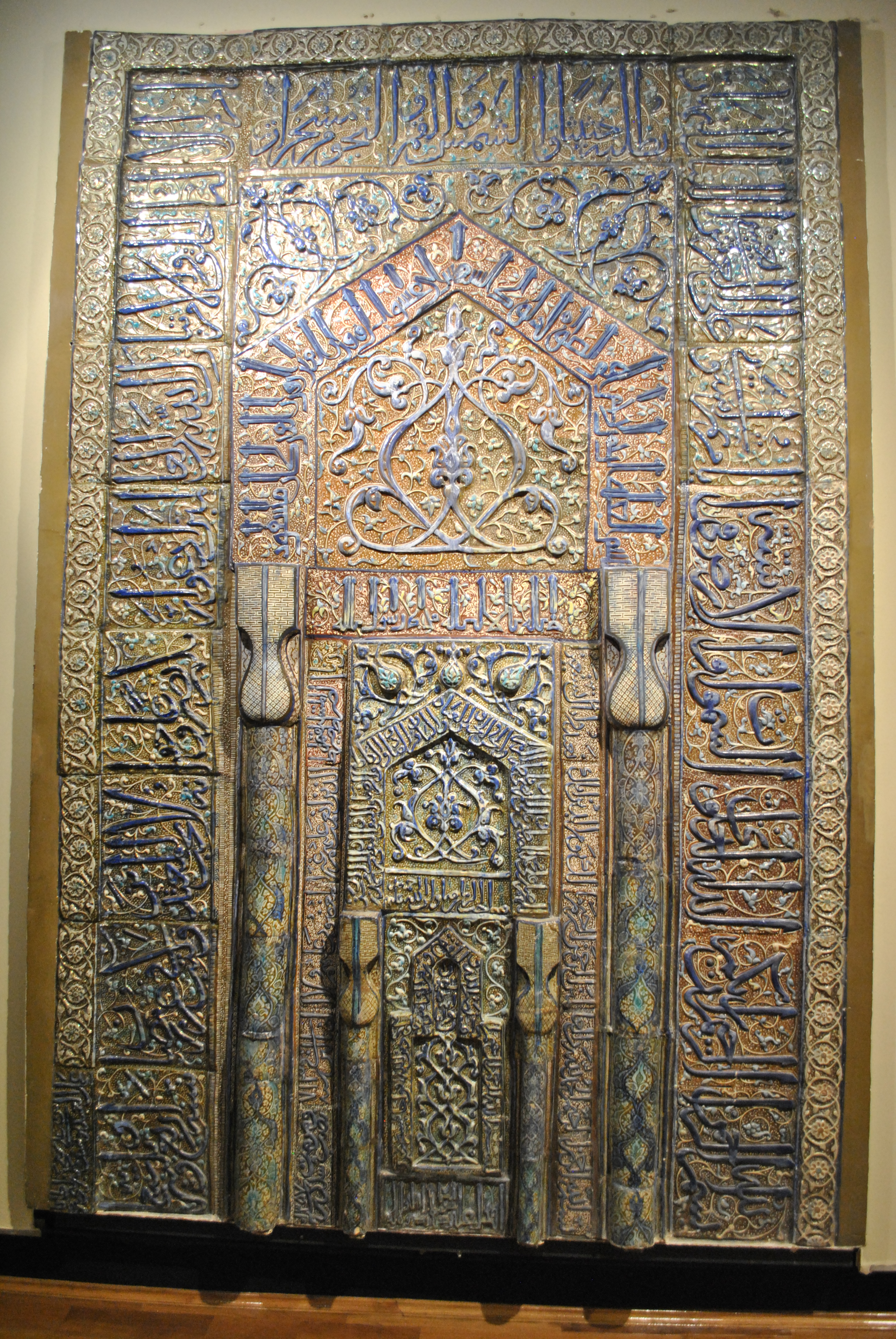
تصویر محراب کاشی زین فام دوره ایلخانی دارای خطوط خوشنویسی در پیرامون آن
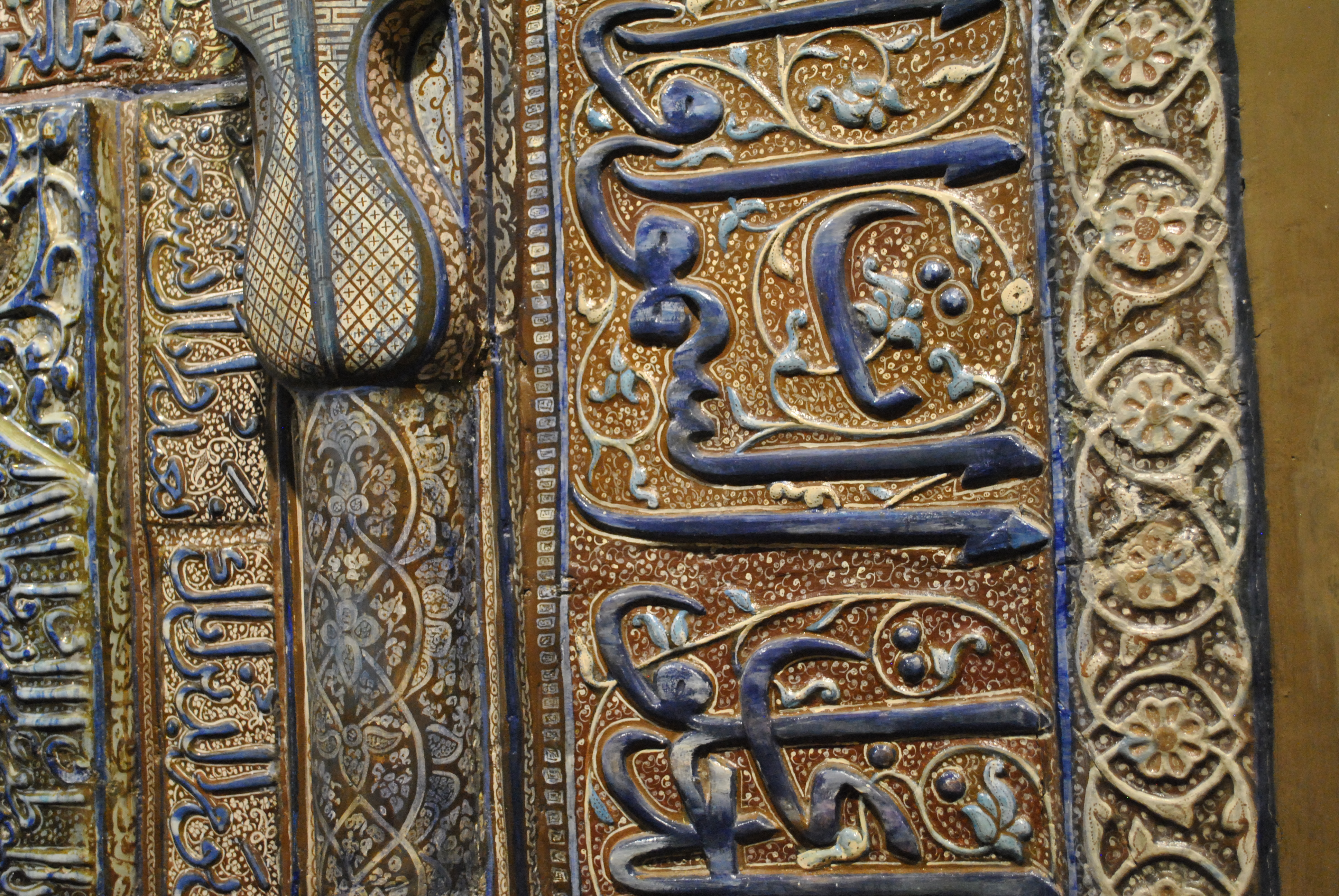
نمای نزدیک از محراب کاشی زین فام دوره ایلخانی دارای خطوط خوشنویسی در پیرامون آن جهت وضوح در رنگ و لعاب اثر